# لكمة السوداء (مناخة)

تعديل مصدري - تعديل

لكمة السوداء هي إحدى قرى عزلة اليعابر بمديرية مناخة التابعة لمحافظة صنعاء، بلغ تعداد سكانها 71 نسمة حسب تعداد اليمن لعام 2004.